# Julian Reim
Julian Reim (Naples, 3 novembre 1996) è un cantante, musicista e ballerino tedesco.
È figlio di Matthias Reim e Margot "Mago" Scheuermeyer.

## Biografia
Fratello da parte di padre della cantante Marie Reim, all'età di 13 anni, Reim ha imparato a suonare la chitarra. La sua prima apparizione televisiva è stata nel 2010 nello show Willkommen bei Carmen Nebel. Nel 2017 si è diplomato al liceo trasferendosi poi a Maiorca  per un anno. 
Vive con la sua compagna sul Lago di Costanza.

## Discografia

### Album
- 2022 – In meinem Kopf

### Singoli
- 2019 – Grau
- 2020 – Euphorie
- 2020 – Eine Welt entfernt
- 2021 – Gravitation
- 2021 – Fühlen wir uns gut an
- 2023 - Grau II